# Saint-Paul-Flaugnac
Saint-Paul-Flaugnac é uma comuna francesa na região administrativa da Occitânia, no departamento de Lot. Estende-se por uma área de 51.15 km², e possui 1.000 habitantes, segundo o censo de 2018, com uma densidade de 20 hab/km².
Foi criada, em 1 de janeiro de 2016, a partir da fusão das antigas comunas de Flaugnac e Saint-Paul-de-Loubressac.